# リチャード・リー・スナイダー
リチャード・リー・スナイダー（Richard Lee Sneider, 1922年 - 1986年8月16日）は、アメリカ合衆国の外交官。国務省にて30年以上を過ごし、アメリカ合衆国の東アジア政策に関与した。リチャード・L. スナイダーとも。

## 生涯
ニューヨーク州ニューヨーク出身。1943年にブラウン大学を卒業。1948年にコロンビア大学で修士号を取得。1943年から1946年まで陸軍士官。
国防大学での勤務を経て、国務省に外交官として入省。カラチ大使館政治参事官、極東局北東アジア部日本課長（1958年-1961年）、東アジア・太平洋局日本部長（1966年-1969年）、国家安全保障会議上級補佐官（1969年5月-1969年9月）、駐日首席公使（1969年9月-1972年7月）、東アジア・太平洋担当国務次官補代理（1972年8月-1974年）を歴任。第二次世界大戦後の沖縄返還に関するアメリカ側の協議者として、日本との交渉を主導した。1974年9月から1978年6月までは駐韓大使。米韓間の通商拡大、対韓軍事援助、コリアゲート事件などの対韓事案に対処した。
1986年、バーモント州ブラントンの避暑邸にて、癌により死去。

## 備考
- 日米合同委員会にも出席したことがあり、米軍が日本官僚に指示を与える関係を「占領中にできた異常関係をやめるべきだと」発言している[10]。